# Паловеере (Меремяе)
Паловеере (ест. Paloveere) — село в Естонії, входить до складу волості Меремяе, повіту Вирумаа.